# Olof Thaning
Olof Peter Thaning, född 16 december 1911 i Västra Sallerups församling, Malmöhus län, död 12 oktober 1998 i Gustav Vasa församling, Stockholm
, var en svensk förlagschef verksam i Stockholm. Han var gift 1938–48 med Greta Gustafson och 1949 med Marianne Fornander.
Olof Thaning tog studentexamen 1931 i Stockholm, blev 1936 filosofie kandidat och 1940 filosofie licentiat i kulturgeografi. Han anställdes vid Svenska Turistföreningen 1937 och var verksam där i fyrtio år. År 1939 blev han chef för Resetjänsten, som var Turistföreningens största avdelning. 
Från 1953 var han förlagschef och redaktör för tjugofem årgångar av Svenska Turistföreningens årsskrift och från 1958 redaktör för medlemstidningen. Han var även fotograf och från 1959 redigerade han Årets Bilder.
Han var styrelseledamot i Svenska Resebyråföreningen 1939–52.

## Skrifter
- Studier i Vånga sockens bebyggelsehistoria, 1937
- Höjdbebyggelsen på det småländska höglandet, 1940
- (red.) Tusen sevärdheter i Sverige, 1960